# Torres d'Alàs
Torres d'Alàs es una localidad española del municipio de Alàs i Cerc, perteneciente a la provincia de Lérida, en la comunidad autónoma de Cataluña.

## Toponimia
El lugar puede encontrarse referido como Torres d'Alàs y Torres.

## Historia
Hacia mediados del siglo XIX, el lugar, por entonces perteneciente al municipio de Alàs, tenía contabilizada una población de 54 habitantes. Aparece descrito en el decimoquinto volumen del Diccionario geográfico-estadístico-histórico de España y sus posesiones de Ultramar de Pascual Madoz con las siguientes palabras:

TORRES: l. en la prov. de Lérida (21 leg.), part. jud. y dióc. de Seo de Urgel (1), aud. terr. y c. g. de Barcelona (26), ayunt. de Alás. sit. en el alto de un cerro; su clima es frio, pero sano. Tiene 7 casas; igl. anejo de Estamariu; centenario y buenas aguas potables. Confina N. Aristol y la matriz; E. el mismo Aristól; S. el r. Segre, y O. Estmarin y Seo de Urgel. El terreno es de mala calidad y de secano. Los caminos son locales: la correspondencia se recibe de la cap. del part. prod.: trigo, legumbres, patatas, vino, aceite y pastos; cria ganado lanar, cabrío y de cerda, y caza de perdices, liebres y conejos. pobl.: 8 vec., 54 alm. riqueza imp.: 8,396 rs. contr.: el 14'48 por 100 de esta riqueza.
(Madoz, 1849, p. 100)

En la actualidad, pertenece al municipio de Alàs i Cerc. En 2023, la entidad singular de población de Torres d'Alàs tenía empadronados 12 habitantes, 5 de ellos en el núcleo de población de ese nombre y 7 en diseminado.